# Униан-ду-Сул
Униан-ду-Сул (порт. União do Sul) — муниципалитет в Бразилии, входит в штат Мату-Гросу. Составная часть мезорегиона Север штата Мату-Гроссу. Входит в экономико-статистический микрорегион Синоп. Население составляет 5834 человека на 2006 год. Занимает площадь 4581,121 км². Плотность населения — 1,3 чел./км².

## Статистика
- Валовой внутренний продукт на 2003 год составляет 29 635 354,00 реалов (данные: Бразильский институт географии и статистики).
- Валовой внутренний продукт на душу населения на 2003 год составляет 5830,29 реалов (данные: Бразильский институт географии и статистики).
- Индекс развития человеческого потенциала на 2000 год составляет 0,768 (данные: Программа развития ООН).